# Длака
Длаке су негранате, цилиндричне, рожнате творевине коже многих врста сисара.
Оне излазе из епидерма, иако израстају из фоликула који су смјештени дубље, у дерму. Иако много других организама, поготово инсеката, имају влакнасте израслине, оне се не сматрају длакама. Такве „длаке“ (трихоми) постоје и код биљака. Израслине те врсте код зглавкара, као што су инсекти и пауци, називају се чекиње. Све длаке на тијелу сисара чине крзно (једино постоји та разлика у српском језику да се длаке људи не називају крзном, јер је то израз резервисан за животиње, док се за људске длаке користи термин коса или, једноставно, длаке). Постоје и неке врсте мачака, паса и мишева који имају мало или уопште немају крзно. Код неких врста, крзно постоји само у неким раздобљима живота. 
Основни градивни материјал длаке је кератин. Кератини су бјеланчевине, дугих ланаца (полимери) аминокиселина.

## Коса
Коса је израз који се користи за све длаке које расту на глави човјека. 
Људска коса може порасти много дуже него код већине сисара а длаке су распоређене гушће него на остатку тијела. Просјечно људско тјеме има око 100.000 фоликула. Током живота из једне фоликуле може израсти 20 различитих власи.

## Раст и развој длака на тијелу
На различитим дијеловима људског тијела расту различите врсте длака. Од дјетињства према старости, длаке могу да покривају цијело тијело, осим дијелова као што су усне, дланови, пупак, табани и неки спољашњи дијелови гениталија, без обзира на пол и расу. Густина длака је различита у зависности од појединца.
Растући ниво мушких хормона (андрогена) у пубертету узрокује трансформацију малих длачица у стидне длаке на појединим дијеловима тијела.

## Еволуција
Длака води своје порекло од заједничког претка сисара, синапсида, пре око 300 милиона година. Тренутно је непознато у којој фази су синапсиди стекли карактеристике сисара као што су длаке на телу и млечне жлезде, пошто фосили веома ретко пружају директну евиденцију о меком ткиву. Кожни отисак стомака и доњег репа пеликозаура, вероватно Haptodus, показује да базални део синапсида носи попречне редове правоугаоних крљушти, сличних онима код модерног крокодила, тако да доба длаке логично није могло бити раније од ~ 299 ма, на основу садашњег разумевања животињске филогеније. Изузетно добро очувана лобања Estemmenosuchus, терапсида из горњег перма, показује глатку кожу без длака са нечим што изгледа као жлездана удубљења, иако као полу-водена врста то можда није било посебно корисно за одређивање покривача копнених врста. Најстарији неоспорни познати фосили који показују недвосмислене отиске косе су каловијани (касна средња јура) Castorocauda и неколико савремених харамијидана, оба цинодонти близу сисара, дајући старост не касније од ~220 ма на основу данашњег филогенетског разумевања ових клада. Недавне студије о терминалним пермским руским копролитима сугеришу да су несисарски синапсиди  из тог доба имали крзно. Ако је то случај, ово су најстарији познати остаци длаке, који показују да се крзно појавило још у последњем палеозоику.
Неки модерни сисари имају посебну жлезду испред сваке очне празнине која се користи за чишћење крзна, а назива се хардерова жлезда. Отисци ове структуре налазе се у лобањи малих раних сисара попут Morganucodon, али не и код њихових цинодонтних предака, као што је Thrinaxodon.
Длаке крзна код савремених животиња су све повезане са нервима, па крзно служи и као предајник за сензорни унос. Крзно је могло еволуирати из сензорне длаке (бркови). Сигнали из овог сензорног апарата се тумаче у неокортексу, делу мозга који се значајно проширио код животиња као што су Morganucodon и  Hadrocodium. Напреднији терапсиди су могли да имају комбинацију голе коже, бркова и крљушти. Потпуно крзно вероватно није еволуирала све до терапсидно-сисарске транзиције. Напреднији, мањи терапсиди су могли да имају комбинацију длаке и љуске, комбинацију која се још увек налази код неких модерних сисара, као што су глодари и опосум.
Велика интерспецифична варијабилност величине, боје и микроструктуре длаке често омогућава идентификацију врста на основу појединачних филамената длаке.